# Jean-Bertrand Andrieu
Pour les articles homonymes, voir Andrieu.
Jean-Bertrand Andrieu, né à Bordeaux le 4 novembre 1761 et mort à  Paris le 6 décembre 1822, est un sculpteur et médailleur français.

## Biographie
Considéré comme l'un des plus importants médailleurs français de la fin du XVIIIe et du début du XIXe siècle, Jean-Bertrand Andrieu est l'élève d'André Lavau à Bordeaux et s'installe à Paris en 1786.
Il réalise en 1791 une médaille commémorative de la prise de la Bastille, et est le principal graveur de médaille du régime napoléonien. On lui doit les gravures sur métal des premiers billets de banque de la Banque de France, comme le 1 000 francs Germinal (1800). Il grave d'après un dessin de Louis Lafitte (1770-1828) une médaille commémorative pour le baptême du roi de Rome célébré le 9 juin 1811 : à l'avers, la tête de l'empereur couronné de laurier, et au revers, debout devant son trône en grand costume impérial, l'empereur élève dans ses bras son jeune fils au-dessus des fonts baptismaux. Une seconde médaille est gravée avec la même scène que ci-dessus mais au revers elle porte l'inscription : « À l'Empereur, les bonnes villes de l'Empire : Paris, Rome, Amsterdam […] » (49 villes en tout).
Sous la Restauration, il continue son activité pour le roi Louis XVIII et est récompensé du titre de chevalier de l'ordre de Saint-Michel. Il est aussi membre de l'Académie impériale et royale des beaux-arts de Vienne.
Mort à Paris le 6 décembre 1822, il est enterré au cimetière de Saint-Sulpice à Vaugirard.

## Œuvres
- Médaille du mariage du roi Jérôme, : « L'Hymen tressant ses liens avec les fleurs que lui tend l'Amour », d'après un dessin de Pierre-Paul Prud'hon, bronze doré, diam. 4 cm, Gray, musée Baron-Martin.

Œuvres de Jean-Bertrand Andrieu
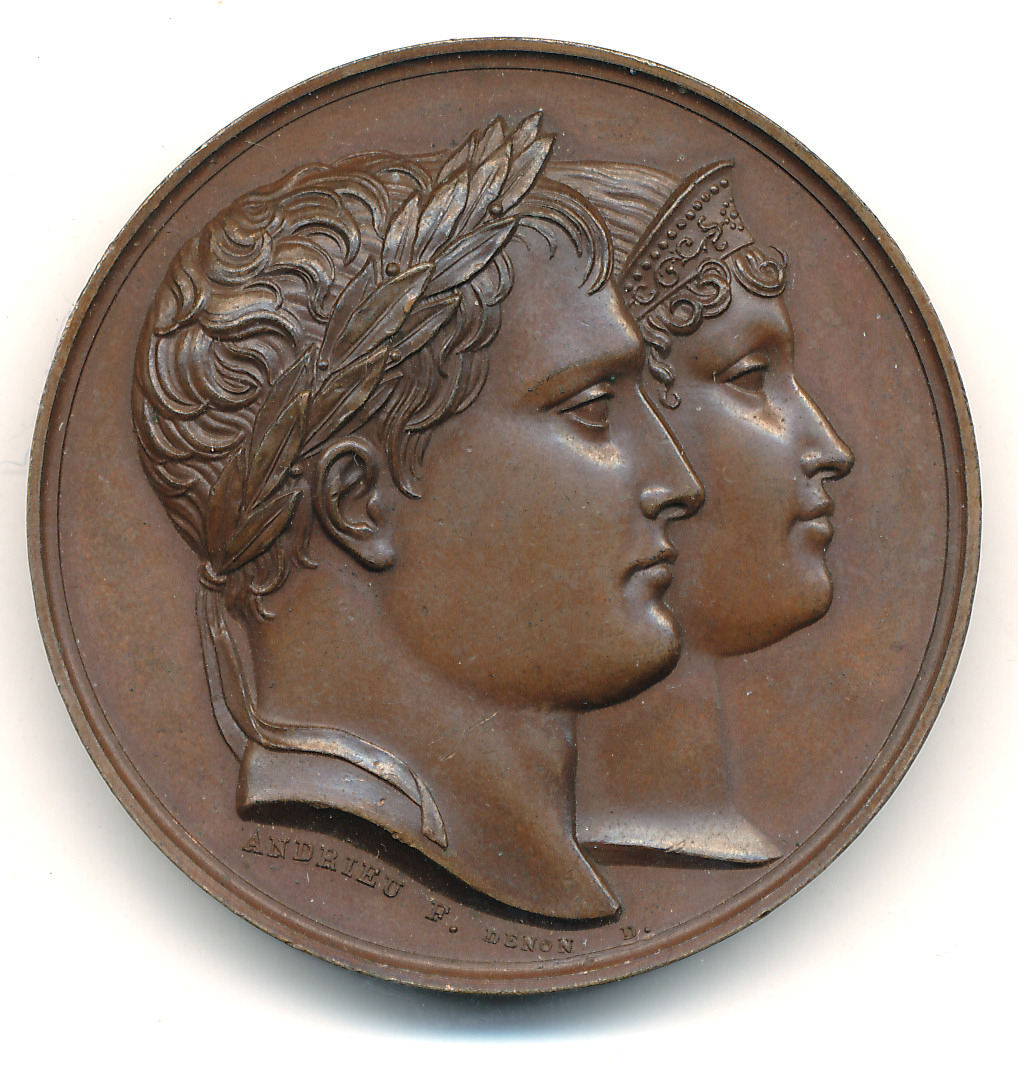
Médaille à l'effigie de Napoléon et Marie-Louise gravée par Andrieu, d'après un dessin de Dominique Vivant Denon.
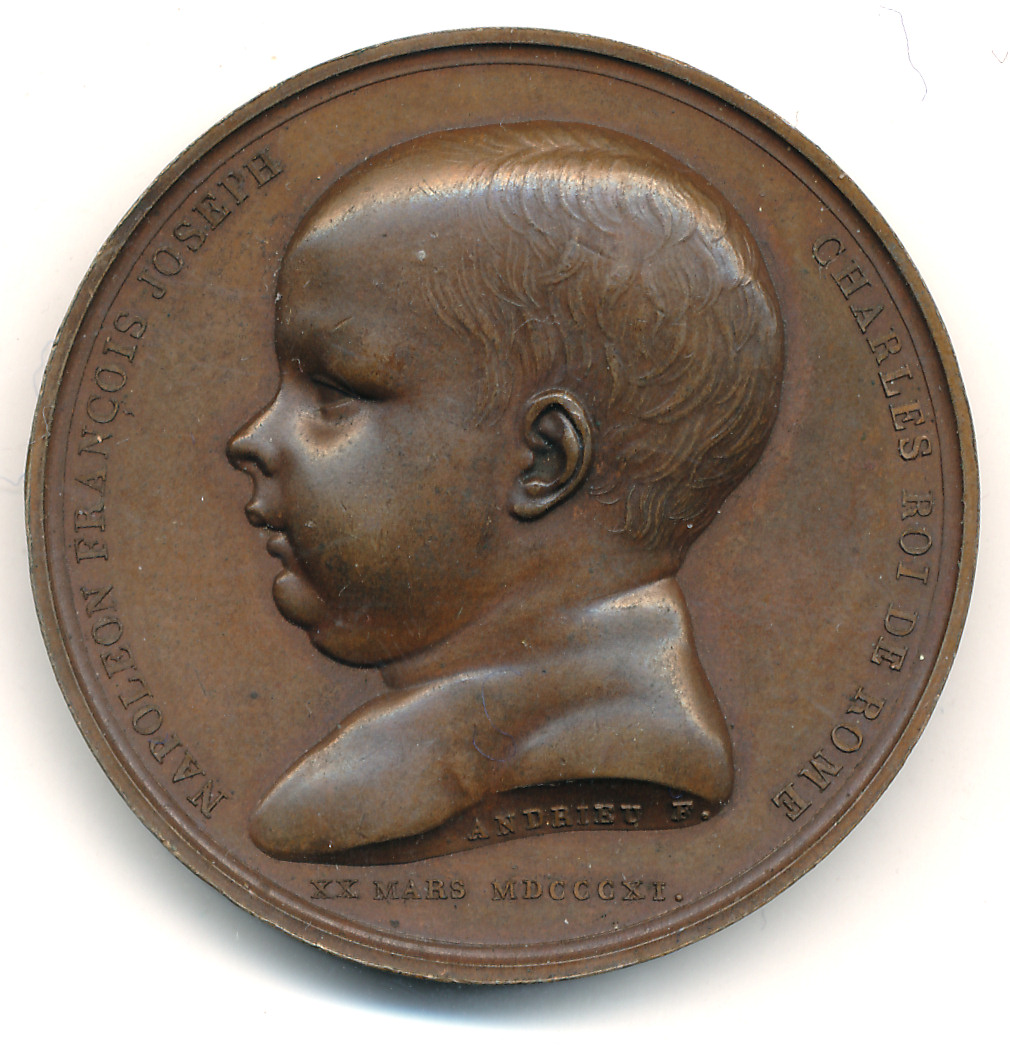
Revers de cette médaille, naissance du Roi de Rome, 1811.